# SpVgg 04 Arheilgen
SpVgg 04 Arheilgen was een Duitse voetbalclub uit Arheilgen, een stadsdeel van Darmstadt, Hessen. 

## Geschiedenis
Reeds in 1903 werd er in Arheilgen gevoetbald met de club Germania. Deze werd in 1904 echter ontbonden na de oprichting van FC Olympia 04 Arheilgen op 3 juli 1904. In 1906 sloot de club zich bij de Zuid-Duitse voetbalbond aan, datzelfde jaar werd ook nog een tweede club opgericht in de gemeente, FC Germania 06. Op 20 september 1912 werd de naam FV Olympia 04 Arheilgen. In 1921 fuseerde de club met FC Germania 06 tot  SpVgg 04 Arheilgen. Op 30 juli 1922 werd het stadion Arheilger Mühlchen ingewijd. Dit is nu nog de thuishaven van opvolger SG Arheilgen. 
In 1927 maakt de club voor het eerst kan om te promoveren, maar slaagde hier aanvankelijk niet in. Echter werd de competitie hervormd en de bond voerde de Hessense competitie opnieuw in waardoor SpVgg toch promoveerde. In het eerste seizoen werd de club achtste op tien clubs en kon met één punt voorsprong op  SV Darmstadt 98 de degradatie net vermijden. Het volgende seizoen sprokkelde de club slechts vijf punten en werd voorlaatste en degradeerde. 
Nadat arbeidersportclubs verboden werden door de NSDAP in 1933 sloten vele leden van ATSV Arheilgen zich bij de club aan. In 1937 werd Arheilgen, dat toen nog een zelfstandige gemeente was, een stadsdeel van Darmstadt. In die tijd werden kleinere sportclubs in grotere steden gedwongen om te fuseren. Zo ontstond in Darmstadt GfL Darmstadt, maar SpVgg kon een fusie met deze club nog weigeren in 1938. Een jaar later fuseerde de club wel met Turnverein 1876 Arheilgen tot SV 1876 Arheilgen, het latere SG Arheilgen. 